# Александра Мелоні
Александра Мелоні (англ. Alexandra Maloney, нар. 19 березня 1992, Каліфорнія, США) — новозеландська яхтсменка, срібна призерка Олімпійських ігор 2016 року.

## Виступи на Олімпіадах
| Олімпіада           | Дисципліна | Місце |
| ------------------- | ---------- | ----- |
| Ріо-де-Жанейро 2016 | 49er FX    | 2     |

## Зовнішні посилання
- Александра Мелоні — олімпійська статистика на сайті Sports-Reference.com (англ.) (архівна версія)

1. 1 2  https://www.stuff.co.nz/sport/olympics/125744521/from-kerikeri-to-invercargill-where-new-zealands-tokyo-olympians-went-to-school